# Ryan Fraser
Ryan Fraser, född 24 februari 1994 i Aberdeen, är en skotsk fotbollsspelare (mittfältare) som spelar för Southampton. Fraser spelade i det skotska klubblaget Aberdeen innan han flyttade till AFC Bournemouth 2013.
Fraser har spelat för det skotska U19- och U21-landslaget. Han gjorde sin debut för Skottlands herrlandslag i juni 2017.

## Klubbkarriär

### Aberdeen
Fraser skrev på för Aberdeen i maj 2010 när han var 16 år gammal efter att han lämnat Kincorth Academy.Han gjorde sin debut för laget i oktober 2010 mot Heart of Midlothian. Under säsongen 2012 - 2013 gjorde fraser stort avtryck när han vann Young Player of the Month award i skotska högsta divisionen, Scottish Premier League, både i september och oktober 2012. Fraser avstod ett nytt kontrakt med klubben 7 december 2012 efter ett bråk med den dåvarande tränaren Craig Brown.

### AFC Bournemouth
Fraser signerade ett kontrakt med AFC Bournemouth 18 januari 2013 när laget spelade EFL League One. AFC Bournemouth betalade £400,000 för Ryan Fraser. Under sin första säsong med laget lyckades han hjälpa laget att nå EFL Championship.
Fraser gjorde sitt första mål i Premier League den 4 december 2016 när Bournemouth vann med 4-3 mot Liverpool. I den matchen kom han in som inhoppare och gjorde två straffmål och en assist.
Ryan Fraser gjorde också de två mål när Bournemouth vann över Everton med 2-1 den 30 december 2017.

### Ipswich Town
Den 26 juni 2015 blev Fraser utlånad till Ipswich Town i ett år.

### Newcastle United
Den 7 september 2020 värvades Fraser av Newcastle United, där han skrev på ett femårskontrakt.

### Southampton
Den 25 augusti 2023 lånades Fraser ut till Southampton på ett säsongslån. Den 30 augusti 2024 blev han klar för en permanent övergång till klubben och skrev på ett tvåårskontrakt.

## Landslagskarriär
Ryan Fraser debuterade för Skottlands herrlandslag i juni 2017 mot England där det blev 2-2. Fraser gjorde sitt första mål i det skotska landslaget den 17 november 2018 mot Albanien när Skottland vann med 4-0. 

## Statistik
Fram tills 25 november 2018.
| Klubb              | Säsong                        | Liga                          | Liga    | Liga | FA Cupen | FA Cupen | Liga Cupen | Liga Cupen | Andra mästerskap | Andra mästerskap | Total   | Total |
| Klubb              | Säsong                        | Division                      | Matcher | Mål  | Matcher  | Mål      | Matcher    | Mål        | Matcher          | Mål              | Matcher | Mål   |
| ------------------ | ----------------------------- | ----------------------------- | ------- | ---- | -------- | -------- | ---------- | ---------- | ---------------- | ---------------- | ------- | ----- |
| Aberdeen           | 2010/2011                     | Scottish Premier League       | 2       | 0    | 0        | 0        | 0          | 0          | 0                | 0                | 2       | 0     |
| Aberdeen           | 2011/2012                     | Scottish Premier League       | 3       | 0    | 0        | 0        | 0          | 0          | 0                | 0                | 3       | 0     |
| Aberdeen           | 2012/2013                     | Scottish Premier League       | 16      | 0    | 0        | 0        | 2          | 0          | 0                | 0                | 18      | 0     |
| Aberdeen           | Total                         | Total                         | 21      | 0    | 0        | 0        | 2          | 0          | 0                | 0                | 23      | 0     |
| AFC Bournemouth    | 2012/2013                     | League One                    | 5       | 0    | 0        | 0        | 0          | 0          | 0                | 0                | 5       | 0     |
| AFC Bournemouth    | 2013/2014                     | Championship                  | 37      | 3    | 2        | 1        | 2          | 0          | 0                | 0                | 41      | 4     |
| AFC Bournemouth    | 2014/2015                     | Championship                  | 21      | 1    | 2        | 1        | 4          | 0          | 0                | 0                | 27      | 2     |
| Ipswich Town (lån) | 2015/2016                     | Championship                  | 18      | 4    | 1        | 1        | 2          | 1          | 0                | 0                | 21      | 6     |
| AFC Bournemouth    | 2016/2017                     | Premier League                | 28      | 3    | 0        | 0        | 1          | 0          | 0                | 0                | 29      | 3     |
| AFC Bournemouth    | 2017/2018                     | Premier League                | 26      | 5    | 2        | 0        | 4          | 1          | 0                | 0                | 32      | 6     |
| AFC Bournemouth    | 2018/2019                     | Premier League                | 15      | 4    | 0        | 0        | 2          | 1          | 0                | 0                | 14      | 4     |
| AFC Bournemouth    | Total (Ipswich Town inräknat) | Total (Ipswich Town inräknat) | 143     | 20   | 7        | 3        | 15         | 3          | 0                | 0                | 161     | 25    |
| Total Karriär      | Total Karriär                 | Total Karriär                 | 163     | 20   | 7        | 3        | 17         | 3          | 0                | 0                | 184     | 25    |